# Humanists UK
Humanists UK, bis Mai 2017 British Humanist Association (BHA), ist eine britische Vereinigung zur Förderung des Humanismus. Sie ist der Säkularisierung, den Menschenrechten, Demokratie, Gleichheit und gegenseitigem Respekt verpflichtet. Sie ist Mitglied der Internationalen Humanistischen und Ethischen Union und der Europäischen Humanistischen Föderation. Offizielles Symbol ist der Happy Human.
Die BHA wurde 1896 von Stanton Coit als Union of Ethical Societies gegründet. Sie unterstützt den Darwin-Tag und tritt für humanistische Namen für Kinder ein. Seit Dezember 2012 ist Jim Al-Khalili Präsident der BHA, bis dahin hatte die 2007 gewählte Polly Toynbee diese Funktion inne.
2008/2009 unterstützte die BHA gemeinsam mit der Richard-Dawkins-Stiftung die britische Atheist Bus Campaign. Letztere beruhte auf einer Idee der Autorin Ariane Sherine, die sich gegen die Vielzahl religiöser Werbekampagnen wandte. Für einige Wochen wurden Werbeflächen auf Londoner Bussen gebucht, um darauf die Zeilen “There’s probably no god. Now stop worrying and enjoy your life.” („Es gibt wahrscheinlich keinen Gott. Also sorge Dich nicht und genieße Dein Leben.“) gut sichtbar in die Öffentlichkeit zu tragen.
2010/2011 steht eine neue „public awareness“-Kampagne auf der Agenda der BHA: die Census Campaign. Sie versucht Aufklärung darüber zu verbreiten, dass viele nichtpraktizierende Christen und nichtreligiöse Menschen bei der Zensus-Frage nach der Religion gewohnheitsmäßig „christlich“ angeben, obwohl es eigentlich unzutreffend ist. Mit dem von britischem Humor zeugenden Slogan „If you are not religious for god’s sake say so!“ („Wenn Du nicht religiös bist, sag es um Gottes willen!“) sollen die Bürger aufmerksam darauf gemacht werden, dass eine unüberlegte, falsche Antwort durchaus politische Konsequenzen hat, etwa bei der Verteilung von Steuergeldern. Unter Bezugnahme auf den British Social Attitudes Survey schätzt man, dass die real vorhandene Anzahl der Nichtgläubigen vom Zensus nur zur Hälfte korrekt widergespiegelt werde.

## Präsidenten
- Jim Al-Khalili (seit 2013)
- Polly Toynbee (2007–2013)
- Linda Smith (2004–2006)
- Claire Rayner (1999–2004)
- Hermann Bondi (1981–1999)
- James Hemming (1977–1980)
- H. J. Blackham (1974–1977)
- George Melly (1972–1974)
- Edmund Leach (1970–1972)
- A.J. Ayer (1965–1970)
- Julian Huxley (1963–1965)